# Mahbouba Seraj
Mahbouba Seraj (pashto/persa: محبوبه سراج, Cabul, 1948), também grafada como Mahbooba Seraj, é uma jornalista afegã e ativista dos direitos das mulheres.

## Juventude e carreira
Mahbouba Seraj nasceu em 1948, em Cabul. Mahbouba frequentou a Malalai High School e, mais tarde, estudou na Universidade de Cabul.
Em 1978, Mahbouba Seraj e seu marido foram presos pelo Partido Comunista do Afeganistão e, naquele mesmo ano, declarados personas non grata. Ela então partiu para os Estados Unidos, inicialmente para a cidade de Nova York. Mahbouba viveu em exílio por cerca de 26 anos, antes de retornar ao Afeganistão em 2003. Após seu regresso, ela co-fundou uma série de organizações para combater a corrupção e pelos direitos das mulheres e das crianças. Mais notavelmente como membro da Rede de Mulheres Afegãs, sem fins lucrativos, ela dedicou a sua causa à defesa da saúde das crianças, ao combate à corrupção e ao empoderamento das vítimas de violência doméstica. Ela é a criadora e locutora de um programa de rádio para mulheres chamado “Nosso Amado Afeganistão, de Mahbouba Seraj”, que foi transmitido em todo o Afeganistão. Ela também tem defendido que as mulheres façam parte do discurso político, através de um Plano de Ação Nacional, incentivado pelas Nações Unidas.
Quando os talibãs regressaram ao poder, em agosto de 2021, Mahbouba Seraj recusou-se a fugir do país, decidindo permanecer em Cabul para continuar a trabalhar com mulheres e crianças.
Ela lançou muitas campanhas dentro e fora do Afeganistão para acabar com o ódio dos iranianos contra os afegãos.

## Reconhecimento
- 2023 - O curta-metragem documental sobre ela, intitulado The Noble Guardian, dirigido por Anna Coren, ganhou o prêmio de melhor documentário no LA Shorts International Film Festival.[11]
- 2021 - Ela foi premiada como uma das 100 mulheres mais influente do mundo, pela BBC.[12]
- 2021 - Ela foi incluída na Time 100, a lista anual da revista Time com as 100 pessoas mais influentes do mundo.[13]